# Musée Ariana

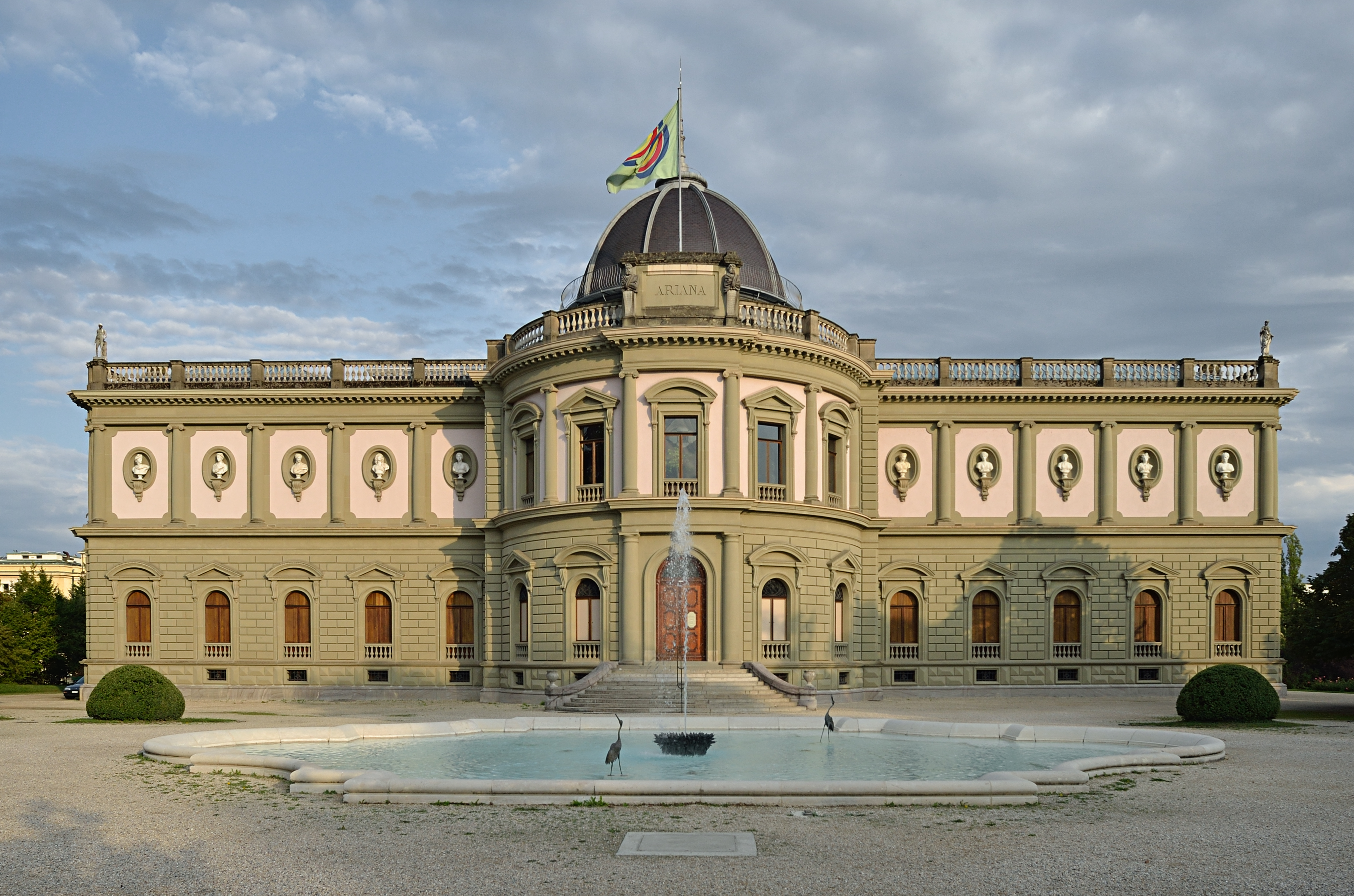
Frontansicht des Musée Ariana

Blick über das Musée Ariana auf die Stadt Genf im Hintergrund, 1907

Das Musée Ariana, auch als Musée suisse de la céramique et du verre (Schweizerisches Keramik- und Glasmuseum) bezeichnet, ist ein Museum in der Schweizer Stadt Genf. Es ist der Keramik- und Glaskunst gewidmet und umfasst rund 20.000 Objekte aus den rund sieben Jahrhunderten von etwa 1300 bis in die Gegenwart, welche die historische, geographische, künstlerische und technische Breite der Glas- und Keramikherstellung in dieser Zeitspanne repräsentieren. Die Ausstellung zählt in diesem Bereich zu den bedeutendsten Einrichtungen in Europa und ist die einzige ihrer Art in der Schweiz. 
Das Museum befindet sich in einem zwischen 1877 und 1884 nach Plänen des Architekten Emile Grobéty errichteten und durch Elemente des Neoklassizismus sowie des Neobarock geprägtem Gebäude in der Genfer Avenue de la Paix in der Nähe des Palais des Nations, dem europäischen Hauptsitz der Vereinten Nationen. Es entstand zur Verwahrung der privaten Kollektion des Schweizer Kunstsammlers und Mäzens Gustave Revilliod, der es nach seiner Mutter Ariane de la Rive benannte und 1891 mit dem Grundstück von 36 ha der Stadt Genf überliess. Seit 1934 gehört das Museum zum Verbund der Genfer Kunst- und Geschichtsmuseen (Les Musées d'art et d'histoire Geneve) unter Führung des Musée d’art et d’histoire.
In der Folgezeit wurden Teile der Sammlung Revilliods in andere Museen der Stadt ausgegliedert, aus denen im Gegenzug eine Reihe von Exponaten in das Musée Ariana überführt wurde, um auf diese Weise die Ausrichtung der Ausstellung auf Glas und Keramik zu fokussieren. Im Jahr 1993 wurde das Museum nach zwölfjährigen Bauarbeiten wiedereröffnet.